# Камердинер

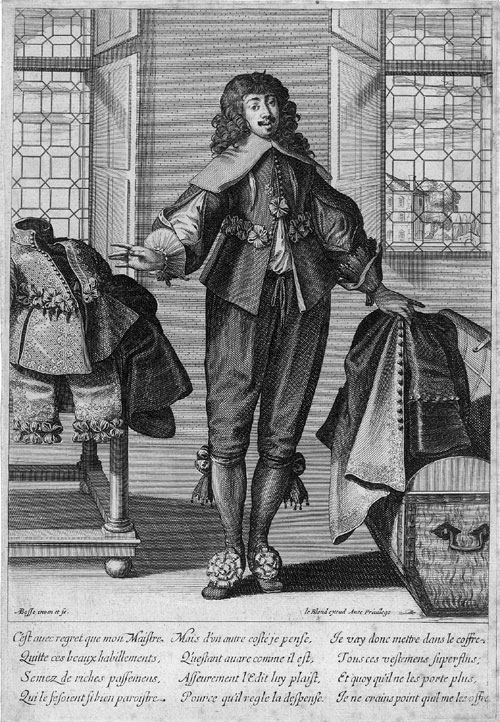
Камердинер (Абрахам Босс, XVII век).

Камерди́нер (нем. Kammerdiener, дословно — «комнатный слуга») — слуга при господине в богатом дворянском доме.
Изданный в 1881 году «Толковый словарь живого великорусского языка» Владимира Даля определял это слово как «комнатный или приближённый служитель; уборный или окольный слуга».

## Этимология
Слово «камердинер» вошло в русский язык в конце XVII века. Впервые зафиксировано в письмах и бумагах Петра I от 1706 года. Слово имеет немецкое происхождение. В немецком языке слово Kammerdiener образовано путём сложения слов Kammer (с нем. — «комната») и Diener («слуга»). Слово присутствует также в других славянских языках: укр. камердинер, бел. камердынер, пол. kamerdyner, словац. komorník, болг. камериер, серб. камердинер. Кальки присутствуют также и в других европейских языках: дат. kammertjener, швед. kammartjänare, фр. valet de chambre, исп. ayuda de cámara и т. д.

## Обязанности
В обязанности камердинера входило наблюдение за чистотою комнат и одежды своего хозяина. Они должны были мести и мыть комнаты, стирать пыль, чистить одежду и обувь. Камердинеры выполняли всю эту работу для хозяина-мужчины, аналогичные задачи для хозяек-женщин исполняли горничные девушки.
Обязанности камердинера у конкретного дворянина могли иметь различные особенности — так камердинер князя Александра Куракина, жившего в конце XVIII — начале XIX века, начинал свой день с того, что он приносил князю многочисленные альбомы, в которых были образцы тканей и вышивок костюмов князя, из которых тот выбирал свою одежду на день. К каждому костюму прилагались свои шляпа, трость, обувь и даже табакерка — подготовить всё это входило в обязанности камердинера.
Несмотря на то, что до Отмены крепостного права в России в 1861 году во многих барских домах имелись десятки, а то и сотни разнообразных слуг, камердинер был наиболее приближенным слугой своего господина. Большинство слуг-мужчин спали в людской, а камердинер — на полу у двери в спальне хозяина. После женитьбы камердинера он нередко получал отдельную комнату в господском доме, а иногда даже строил свой собственный неподалёку.

Актриса Александра Ивановна Шуберт вспоминала: 
Камердинеры бывали люди важные, живавшие подолгу за границей, по тогдашнему много читавшие. Например, камердинер графа Гудовича, почтенный старец, женат был на  француженке и свободно говорил по-французски. И были они не простые дворовые, а, так сказать, управляющие двором.А. И. Шуберт